# In This World (película)
In This World es un docudrama británico de 2002 dirigido por Michael Winterbottom. La película sigue a dos jóvenes refugiados afganos, Jamal Udin Torabi y Enayatullah, mientras abandonan un campo de refugiados en Pakistán para buscar una vida mejor en Londres. Dado que su viaje es ilegal, está plagado de peligros y deben utilizar canales secundarios, sobornos y contrabandistas para lograr su objetivo.
La obra ganó el premio Oso de Oro en el Festival Internacional de Cine de Berlín de 2003 y el Premio BAFTA a la mejor película de habla no inglesa en la 57.ª edición de los premios de cine de la Academia Británica en 2003. Fue nominada al premio Alexander Korda a la mejor película británica pero perdió ante Touching the Void.

## Trama
Jamal y Enayatullah son refugiados afganos en un campo en Peshawar, Pakistán. Viajan a Quetta y de allí a Taftan en la frontera iraní. Pagan a traficantes de personas para que los ayuden a cruzar la frontera; en su primer intento la policía iraní los detiene y los devuelve a Pakistán, pero el segundo tiene éxito. Viajan a Teherán y luego a Maku, en la parte kurda de Irán, desde donde cruzan a pie una cadena montañosa hasta Turquía. En Estambul se encuentran con un grupo de otros inmigrantes y los llevan a Italia dentro de un contenedor. El contenedor no está ventilado y la mayoría de los refugiados, incluido Enayatullah, mueren asfixiados. Jamal sobrevive y vive en Italia por un tiempo. Luego roba el bolso de una mujer y compra un billete de tren a París. De allí se dirige al campo de solicitantes de asilo de Sangatte y, con un nuevo amigo, Yusef, cruza el Canal de la Mancha como polizón en un camión. Finalmente llega a Londres, donde llama a su tío para decirle que ha llegado pero que Enyatullah "no está en este mundo". La película termina con imágenes de los refugiados de Peshawar.

## Producción y estilo
La película está rodada en estilo documental pero en realidad es un drama interpretado por actores no profesionales y con diálogos improvisados. La mayoría de los actores interpretan versiones ficticias de sí mismos: Jamal, por ejemplo,  es un verdadero refugiado afgano y el policía iraní que deporta a los dos refugiados a Pakistán es interpretado por un policía real que recrea su trabajo normal ante la cámara. Enayatullah era un comerciante del mercado a quien los realizadores eligieron porque pensaban que era "un buen tipo". El equipo de producción mintió a las autoridades de varios países para asegurarse los derechos de filmación, habiendo encontrado resistencia gubernamental en Irán y Pakistán. La mayor parte de la película se rodó en exteriores, pero las escenas dentro del campo de Sangatte en realidad se filmaron en Inglaterra, ya que el equipo de filmación fue tratado de forma hostili por parte de los habitantes franceses del pueblo cercano.

## Distribución
La película fue estrenada en el Reino Unido en marzo de 2003 por la BBC después de las proyecciones en festivales de 2002. Fue estrenada en los Estados Unidos en un número limitado de ciudades en septiembre de 2003 por Lions Gate como parte del breve experimento de asociación de Sundance Film Series con Loews Cineplex Entertainment. 

## Recepción
La película tiene un índice de aprobación del 89% en Rotten Tomatoes.
- Die Welt señala que le “Le falta la autenticidad del documental, pero también el impacto de la puesta en escena." [5]
- El Filmspiegel critica que Winterbottom sólo documenta con su película, pero las causas y los antecedentes de la fuga permanecen en la oscuridad y no se muestran soluciones.[6]
- El Filmdienst indica que "In this World fue grabado con tecnología digital, que permite la mayor cercanía posible, pero al mismo tiempo mantiene una distancia documental para poder trabajar de manera eficiente y rápida con un equipo pequeño. A través de alienaciones ópticas, Witterbottom también subraya la autenticidad de la historia de la migración y, a través de una cámara en mano que parece haber sido utilizada espontáneamente, nos acerca urgentementea  la vida en fuga." [7]

## Premios
- Oso de Oro en la Berlinale de 2003[8]
- Premio del Jurado Ecuménico de la Berlinale 2003
- Premio de la Paz de la Fundación Heinrich Böll en la Berlinale 2003
- Premio del Cine Independiente Británico 2003 a la mejor producción y mejor implementación técnica[8]
- Premio BAFTA 2004 a la mejor película en lengua extranjera[8]
- Premio Noruego al Cine por la Paz en el Festival de Cine Internasjonale de Tromsø 2004[9]

## Secuelas
En un caso de vida que imita al arte, tras regresar a Pakistán, Jamal Udin Torabi hizo en realidad el viaje a Londres y solicitó asilo. Vivía con una familia en el sureste de Londres, aunque sólo se le concedió permiso para permanecer en el Reino Unido hasta su decimoctavo cumpleaños. Enayatullah utilizó el dinero que ganó con la película para comprar un camión y luego dirigió un negocio de importación y exportación entre Kabul y Peshawar.